# Tum Bin 2
Tum Bin 2 es una película india de drama romántico a estrenarse; Coescrita y dirigida por Anubhav Sinha y Producida por Bhushan Kumar, bajo el estándar de T-Series. La película es una secuela del drama romántico Tum Bin de 2001. En sus papeles principales cuenta con Neha Sharma, Aditya Seal y Aashim Gulati. La película tiene previsto su lanzamiento el 18 de noviembre de 2016.

## Reparto
- Neha Sharma
- Aditya Sello
- Aashim Gulati
- Kanwaljit Singh

## Producción

### Rodaje
El lanzamiento oficial de la película se anunció en marzo de 2016, el rodaje de la película comenzó en abril de 2016. La película se estrenara en el último trimestre de 2016. Y esta se rodó principalmente en Glasgow y otras regiones en Escocia.

## Banda sonora
La banda sonora de la película está compuesta por Ankit Tiwari & las letras escritas Por Shahbaz laique.